# Hilfield Castle
 (janvier 2022).
Pour l’article homonyme, voir Hilfield.
Hilfield Castle, également Hilfield Lodge  est un domaine et une maison de campagne à environ 2 milles est de Watford et à 1 milles sud-ouest d'Aldenham, dans le Hertfordshire, à la périphérie de Londres au Royaume-Uni. Le domaine contient deux grands réservoirs, dont l'un est construit par des prisonniers de guerre français dans les années 1790. Les motifs forment maintenant Aldenham Country Park. L'Aérodrome d'Elstree est situé juste à l'est et l'autoroute M1 passe à l'ouest.

## Histoire et description
Le château date de 1798-99, lorsqu'il est construit par l'architecte Jeffry Wyatville pour George Villiers, frère du comte de Clarendon, pour remplacer le château de Slys. C'est une conception gothique pittoresque, et le domaine comprend de nombreux cottages, granges et un hangar à bateaux sur le réservoir.
Nikolaus Pevsner note qu'il s'agit d'une « maison crénelée, à tourelles et cimentée avec une guérite avec herse ». Il note également que l'entrée et les côtés sud sont symétriques et que le conservatoire est d'« aspect ecclésiastique ». Le château est construit en brique avec une tour centrale de 4 étages « flanquée de tourelles octogonales à des baies inférieures de 4 étages avec des baies extérieures de 2 étages avec un grenier mansardé plus tard ». Les tourelles ont des fenêtres à fente, qui sont à mâchicoulis et crénelées. A noter la "salle de petit-déjeuner octogonale avec un plafond voûté et une véranda gothique". Il devient un bâtiment classé Grade II* le 1er juin 1984. Il est une maison privée qui appartient à la famille Jefferis et n'est pas ouvert au public.
Il est vendu en 1818 par Villiers à John Fam Timins, qui travaille pour la Compagnie britannique des Indes orientales, pour laquelle il commande plusieurs hommes des Indes orientales ; il a notamment participé à la bataille de Pulo Aura. À sa mort en 1843, son fils William Raikes Timins lui succède. Il meurt en 1866 et est remplacé par son neveu Douglas Cartwright Timins, décédé en 1872, lorsque Hilfield passe à son fils Douglas Theodore, qui vend la maison et le parc en 1906 à Lord Aldenham,.

## Réservoirs
Le réservoir le plus proche de la maison s'appelle le réservoir Hilfield et appartient à Affinity Water. Il est géré comme une réserve naturelle par le Herts and Middlesex Wildlife Trust et n'est pas ouvert au public, sauf sur rendez-vous. Il est construit en 1953.
Le réservoir le plus au sud s'appelle le réservoir d'Aldenham et fait partie du parc national d'Aldenham. Il est ouvert au public avec des sentiers et autres attractions et accueille un club de voile . Il a été construit par des prisonniers de guerre français pendant la guerre napoléonienne.

## Lieu de tournage
La proximité du château avec les studios de Borehamwood et son apparence le font figurer dans plusieurs séries télévisées et films, dont le film de Stanley Kubrick Lolita (1962) lorsqu'il sert de "Pavor Manor" à Peter Sellers, dans le film de George Pollock, Meurtre au galop (1963), et un épisode de Randall et Hopkirk (Décédé) (" Pour la fille qui a tout ", 1969) lorsqu'il est occupé par Lois Maxwell.